# MilK (magazine)
Pour les articles homonymes, voir Milk.
 (avril 2016).

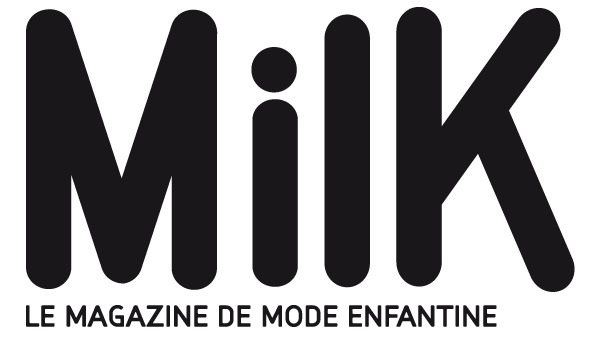
Logo de MilK Magazine

MilK est un magazine trimestriel français à thématique enfantine fondé en 2003 par Isis-Colombe Combréas et Karel Balas. Il fait partie du groupe Prisma Media.

## Historique
Le magazine MilK a été créé en août 2003 à Paris, France. Il est distribué en France et à l'international. C'est un observatoire des tendances de la mode enfantine et de la famille contemporaine, décalé de la presse parentale et conçu comme un féminin.
Sa fondatrice est Isis-Colombe Combréas, issue de la télévision : Récré Kids, Pink, Rive droite Rive gauche et Karel Balas, directeur artistique dans la presse féminine (Jalouse).
Milk Sarl, la société éditrice, a été rachetée par Prisma Media en 2023.

## Tirage
Diffusion par numéro : 80 000 ex.
- 60 000 exemplaires en France
- 20 000 exemplaires à l'étranger

### MilK Decoration
Le MilK Decoration est un magazine de décoration. C'est un bimestriel, également disponible en version anglaise.

### MilK Kid's Collections
MilK Kids Collections est un magazine présentant les collections enfantines de plus de 150 marques, de la saison à venir. Il paraît deux fois par an.